# Бляха, Давид
Давид Бляха (пол. David Blacha; 22 октября 1990, Виккеде) — польский и немецкий футболист, полузащитник клуба «Меппен». Выступал за юношеские сборные Польши.

## Карьера
Начинал заниматься футболом в клубе «09 Фрёнденберг», откуда в 2000 году перешёл в академию дортмундской «Боруссии». На профессиональном уровне дебютировал в составе клуба «Рот-Вайсс» Ален 23 августа 2009 года в матче Второй Бундеслиги против «Рот-Вайсс Оберхаузен», в котором вышел на замену на 66-й минуте вместо Кристиана Миколайчака. Всего в дебютный сезон сыграл 9 матчей, но вылетел с командой в третью лигу, где отыграл следующий сезон. Летом 2011 года перешёл в «Зандхаузен», с которым в том же сезоне выиграл третью лигу. После ухода из команды в 2013 году, продолжил выступать в третьей лиге за команды «Ганза Росток» и «Веен». В 2018 году перешёл в другой клуб лиги «Оснабрюк», с которым во второй раз за карьеру выиграл третью лигу и следующие два сезона выступал во Второй Бундеслиге. Летом 2021 года перешёл в клуб третьей лиги «Меппен». Начиная с сезона 2022/23 является капитаном команды.

## Достижения
«Зандхаузен»
- Победитель третьей лиги: 2011/12

«Ганза»
- Обладатель Кубка Мекленбург-Передней Померании: 2014/15

«Веен»
- Обладатель Кубка Гессена: 2016/17

«Оснабрюк»
- Победитель третьей лиги: 2018/19